# 野村秋介
野村 秋介（のむら しゅうすけ、1935年〈昭和10年〉2月14日 - 1993年〈平成5年〉10月20日）は、日本の新右翼、民族派活動家。戦後の民族派の代表的な論客として知られた。

## 来歴・人物
東京市に生まれ、横浜で育つ。神奈川工業高校中退後、愚連隊に入り、出口辰夫の舎弟をつとめた。網走刑務所で服役中、五・一五事件の三上卓の門下生である青木哲と出会ったことを機に民族主義者となり、自らも三上の弟子となる。
1961年に憂国道志会を結成し、「大悲会」会長に就任した。1963年7月15日、河野一郎邸焼き討ち事件を起こし逮捕され、懲役12年の実刑判決を受けた。
出所後の1977年3月3日、元楯の会会員西尾俊一、元実動部隊班長・伊藤好雄、元大東塾構成員森田忠明とともに、経団連襲撃事件を起こし逮捕。懲役6年の実刑判決を受け再び服役。
出所後は「YP体制打倒」と「日米安保条約破棄」を軸に、反権力の右翼としての思想を強く主張した。その批判対象は政界・財界からマスコミにも向けられた。1983年、第37回衆議院議員総選挙東京都第2区から新井将敬が出馬したが、同選挙区石原慎太郎候補の秘書により新井への中傷行為が行われた（黒シール事件）。その際、石原の事務所に乗り込み、猛抗議を行った。
1985年3月より、静岡県浜松市で一力一家組事務所撤去活動が起ると、「一力一家問題を考える会」を立ち上げ、暴力団・四代目山口組一力一家を擁護した。
1986年、フィリピンでモロ民族解放戦線に拉致されたカメラマンの石川重弘を、遠藤誠弁護士、三代目山口組黒澤組・黒澤明組長らと協力して救出。この件で野村は、マニラの日本大使館の対応を、「無名のカメラマンという理由で見捨てた」と激しく批判した。
1992年、第16回参議院議員通常選挙に際して、日本青年社等が組織した「たたかう国民連合・風の会」から横山やすしらと共に比例区で立候補した。その際、『週刊朝日』で風刺イラストの連載「ブラック・アングル」を持つイラストレーターの山藤章二が、これを「虱の党」と揶揄した作品を発表した。マスコミの中で特に朝日新聞にこだわっていた野村は抗議の姿勢をより強めた。
選挙後、藤本敏夫らとともに、少数派・諸派の立候補者を排除するマスコミの選挙報道を公職選挙法違反として刑事告訴した。民事裁判も起こしたがいずれも認められなかった。
翌年の1993年10月20日、中江利忠社長（当時）ら経営陣からの謝罪を受けるため、朝日新聞東京本社を訪れ、中江らとの話し合いの後、「皇尊弥栄（すめらみこといやさか。「天皇陛下万歳」の和語表現）」を三唱後に拳銃自殺する。58歳没。
野村の墓は、神奈川県伊勢原市の野村家の菩提寺、天台宗浄発願寺にある。命日は一周忌である1994年から『群青忌（ぐんじょうき）』と称され、追悼集会や講演会などが行われている。この「群青忌」は親交のあった阿部勉が命名した。

## 逸話
- 河野一郎邸焼き討ち事件で千葉刑務所に入獄していた際に、寡黙で朴訥、勤勉な「獄中左翼」の在日韓国人、朴判岩が無事故、無欠勤で勤勉に働いていたが、それにもかかわらず看守に虐待されているのを見かねて、野村が横田秀雄管理部長に朴の勤勉さ、良識ある行動を報告した。すると1か月もしないうちに、朴に仮釈放面接が下った。朴判岩は野村にお礼を言ったが、野村は「僕の力ではない。君自身の生きざまというか姿勢が、僕を感動させて、管理部長も感動させたんだ」と答えたという[3]。
- 昭和維新運動の先輩であり、戦後民族運動の重鎮である葦津珍彦、中村武彦に私淑し師事していた[4]。また、この二人も風変わりな野村をとても可愛がり、高齢をおして野村の主催する集会等へ出かけた。一面識もなかった大東塾塾長の影山正治も獄中の野村に手紙を書いている。しかし、野村が出獄して手紙を見たときには、影山は元号法制化実現を願い割腹自決を遂げた後であった。野村は直ちに、東京青梅の大東農場内にある影山の墓所に参じている。
- 一水会に所属した見沢知廉とは獄の外での面識はなかったが、見沢が千葉刑務所へ入所した後に見沢の母から相談を受けたこともあり、度々励ましの手紙を送った。見沢の母に対しても度々相談に乗るなど献身的な支援を行ったという。見沢は著書『母と息子の囚人狂時代』にて感謝の意を表している。
- 筑紫哲也と生前交流があったことを筑紫の死後、週刊文春の特集で阿川佐和子が述べている。思想的立場は両極に位置していたが、尊敬しあっていた。
- 自決の動機ともいわれる揶揄イラストを書いた山藤章二はそのショックから1993年11月5日号での執筆を停止。結果当該号での「ブラック・アングル」は白紙掲載という異常事態となった。同連載の1993年ダイジェストには、その分は掲載されていない。
- 自決した翌日、テレビ朝日『徹子の部屋』のゲストは新聞のTV欄では「山藤章二」としていたが実際の放送では小錦に急遽変更された。山藤出演回は事件から約1か月後に放送した。
- 右翼評論家の堀幸雄は、野村の最期について「自己顕示欲の行き着いたところに自殺があったように思える」と否定的に記している[5]。
- 2014年2月5日の参議院予算委員会で、NHK経営委員の長谷川三千子が野村の追悼文を発表したことについて民主党参院議員の有田芳生が質問した際、野村を「暴力団の幹部」と呼んだ。抗議を受けた有田はのちに訂正を行い、関係者に謝罪した。議事録も「右翼団体の幹部」と修正されている[6]。

## 著書

### 単著
- 『友よ山河を亡ぼすなかれ』清流出版社、1978年3月。
- 『獄中十八年 右翼武闘派の回想』現代評論社、1982年11月。 NCID BN04184658。全国書誌番号:84000336NDLJP:11924004。
  - 『獄中十八年 右翼武闘派の回想』（第2版）二十一世紀書院、1991年4月。 NCID BB2382251X。全国書誌番号:92029011。
- 『いま君に牙はあるか 天皇、民族そして革命』幸洋出版、1984年11月。 NCID BN07122351。全国書誌番号:86000412NDLJP:11924090。
- 『塵中に人あり 右翼・任侠・浪漫』廣済堂出版、1986年12月。ISBN 9784331502310。 NCID BN04705604。全国書誌番号:87010915NDLJP:11923264。
  - 『汚れた顔の天使たち』（増訂版）二十一世紀書院、1992年1月。 NCID BN1229951X。全国書誌番号:92027372。
- 『野村秋介獄中句集 銀河蒼茫』二十一世紀書院、1988年7月。 NCID BN07122646。
- 『美は一度限り 落日の美学闘いの美学』二十一世紀書院、1989年11月。 NCID BN04645193。全国書誌番号:91001426。
- 『友よ荒野を走れ 男のロマンを追い続ける狼の軌跡！』二十一世紀書院、1991年4月。全国書誌番号:92033514。
- 『さらば群青 回想は逆光の中にあり』二十一世紀書院、1993年10月。ISBN 9784931190764。 NCID BN10058239。全国書誌番号:94008013。
- 『獄中日記』 千葉編、二十一世紀書院、1994年6月。ISBN 9784931190771。 NCID BN11156674。全国書誌番号:95024381。

### 共著
- 野村秋介、牧田吉明、内藤国夫『時代に反逆する 面白く生きようぜ!』河出書房新社、1988年5月。ISBN 9784309005058。 NCID BN02351646。
- 衛藤豊久、野村秋介、猪野健治『行動右翼入門』二十一世紀書院、1989年12月。 NCID BN04183644。全国書誌番号:91000338。

## 関連書籍
- 河信基『代議士の自決 新井将敬の真実』三一書房、1999年11月、ISBN 4-380-99233-0
- 山平重樹『激しき雪 最後の国士・野村秋介』幻冬舎、2016年9月、ISBN 978-4-344-03004-6

劇画
- 原作：山平重樹、脚本：天龍寺弦、画：木村栄志『実録　憂国のカリスマ　野村秋介』竹書房、2007年、ISBN 978-4-8124-6642-1

## 野村秋介 関連のオリジナルビデオ
- 『ドキュメント 風と拳銃〜野村秋介の荒野〜』（2008年、GPミュージアムソフト）